# Miconia latistigma
Miconia latistigma är en tvåhjärtbladig växtart som beskrevs av Célestin Alfred Cogniaux. Miconia latistigma ingår i släktet Miconia och familjen Melastomataceae. Inga underarter finns listade i Catalogue of Life.